# Elefter Andronikašvili
Elefter Luarsabovič Andronikašvili (San Pietroburgo, 25 dicembre 1910 – Tbilisi, 9 settembre 1989) è stato un fisico sovietico.
Insegnante a Tbilisi dal 1948, è noto per l'esperimento di Andronikašvili, che chiarì la natura dell'elio a basse temperature.